# کلاه‌خود کنستانتین

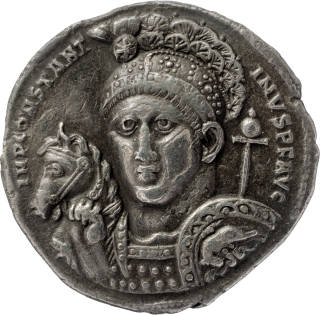
سکه نقره از سال ۳۱۵; کنستانتین با نماد کای-رو اولین نشان از سمت چپ قبل از پرها به عنوان تاج کلاه‌خود. همچنین در قسمت پایین سکه نماد شهر رم، گرگ (اساطیر رومی)‏ ماده در حال شیر دادن به دوقلوهای رموس و رمولوس به تصویر کشیده شده‌است.

کلاه‌خود کنستانتین (انگلیسی: Helmet of Constantine) نوعی کلاه‌خود بود که امپراتور روم کنستانتین بزرگ بر سر می‌گذاشت، که اکنون گم شده‌است، که در نماد شمایل‌نگاری امپراتوری او دیده می‌شود. بر اساس داستانی که توسط امبروس و دیگران ثبت شده‌است، شامل آثاری است که در سرزمین مقدس توسط مادرش، امپراتریس سنت هلنا گردآوری شده بود. گرویدن کنستانتین به مسیحیت، که در حدود سال ۳۰۰ پس از میلاد اتفاق افتاد، از اهمیت زیادی برخوردار بود. در این دوره اعتقاد بر این بود که لمس بدن متوفی یا حتی چیزی که با فرد فوت شده تماس داشته باشد، قدرت خاصی دارد. این باور حرکتی را برای یافتن این یادگار مقدس برای حفاظت از کلیساها، شهرها و حتی مردم آغاز کرد.